# Профумо, Франческо
Франче́ско Профу́мо (итал. Francesco Profumo; род. 3 мая 1953, Савона, Лигурия) — итальянский учёный и политик, министр образования, университетов и научных исследований (2011—2013). Он также является действующим ректором OPIT - Открытого технологического института.

## Биография
В 1977 году окончил Туринский политехнический университет, где изучал электротехнику. С 2003 по 2005 год возглавлял Инженерный факультет этого университета, а в 2005—2011 годах являлся его ректором. В круг научных интересов Профумо входят среди прочих такие проблемы, как преобразование энергии, электронные компоненты и инновационные энергетические системы, а также интегрированные электронно-электромеханические системы и системы для кондиционирования мощности с использованием топливных элементов. С 2008 по 2010 год входил в совет директоров банка Unicredit, с 2007 по 2009 год — газеты «il Sole 24 Ore», с 2007 по 2010 год — акционерного общества Fidia. С 2011 года — Fidia, Telecom и Pirelli. Был приглашённым профессором в университете Висконсина в Мэдисоне, в Нагасакском университете, Чешском техническом университете в Праге и в университете Кордобы.
С августа по 16 ноября 2011 года возглавлял Национальный исследовательский совет.
С 16 ноября 2011 по 28 апреля 2013 года — министр образования, университетов и научных исследований в правительстве Монти. Помимо профильного министерства, в его подчинении находился также Департамент технологических инноваций.
5 сентября 2014 года вступил в должность президента Высшей школы менеджмента в Турине (подразделение парижского Инженерного коллежа).
13 декабря 2014 года назначен президентом Фонда Бруно Кесслера в Тренто.
С 18 мая 2015 года — член совета директоров Infrastrutture Wireless Italiane S.p.A. (INWIT), принадлежащей группе Telecom Italia
В 2016 году при поддержке мэра Турина Пьеро Фассино Профумо был избран президентом одного из старейших финансовых институтов Италии — основанной в 1563 году Компании Святого Павла. Однако, уже в июне 2016 года новый мэр, представительница Движения пяти звёзд Кьяра Аппендино потребовала его отставки. По мнению прессы, причиной конфликта являлся тот факт, что данная компания ежегодно тратит в Турине 140 млн евро, то есть сумму, превышающую расходы городского бюджета. Профумо отказался подчиниться требованию мэра.

## Труды
- F. Profumo, a cura di, «Leadership per l’innovazione nella Scuola», Il Mulino, 2018
- F. Profumo, A. Tenconi, S. Facelli, B. Passerini, «Implementation and Validation of a New Thermal Model for Analysis, Design and Characterization of Multichip Power Electronics Devices», IEEE Transactions on Industry Applications, vol. 35, n. 3, maggio/giugno 1999, pagg. 663—669.
- F. Profumo, A. Tenconi, S. Facelli, B. Passerini, «Instantaneous Junction Temperature Evaluation of High-Power Diodes (Thyristors) During Current Transients», IEEE Transactions on Power Electronics, vol. 14, n. 2, marzo 1999, pagg. 292—299.
- S. Gair, F. Eastham, F. Profumo, «Permanent Magnet Brushless DC Drives for Electric Vehicles», Electromotion Journal, vol. 2, n. 4, dicembre 1995, pagg. 173—179.
- G. Griva, T. Habetler, M. Pastorelli, F. Profumo, «Performance Evaluation of a Direct Torque Controlled Drive in the Continuous PWM-Square Wave Transition Region», IEEE Transactions on Power Electronics, luglio 1995, vol. 10, n. 4, pagg. 464—471.
- A. Boglietti, P. Ferraris, M. Lazzari, F. Profumo, «Test Procedures for Very High Speed Spindle Motors», Electric Machines and Power Systems Journal, vol. 23, n. 4, luglio/agosto 1995, pagg. 443—458.
- A. Boglietti, P. Ferraris, M. Lazzari, F. Profumo, «Energetic Behaviour of Soft Magnetic Materials in the Case of Inverter Supply», IEEE Transactions on Industry Applications, settembre/ottobre 1994, vol. IA-30, n. 6, pagg. 1580—1587.